# Cefdinir
Cefdinir, vendido sob a marca Omnicef, entre outras, é um antibiótico usado para tratar pneumonia, otite média, faringite estreptocócica e celulite. É uma opção menos preferida para tratar essas condições, que é indicada para pessoas com alergia grave à penicilina. É administrado por via oral.
Efeitos colaterais comuns incluem diarreia, náusea e erupção cutânea. Efeitos colaterais graves podem incluir colite pseudomembranosa, anafilaxia e síndrome de Stevens-Johnson. Acredita-se que o uso durante a gravidez e a amamentação seja seguro, mas ainda não foi bem estudado. É uma cefalosporina de terceira geração que impede a formação da parede celular da bactéria, possibilitando sua eliminação.
Foi patenteado em 1979 e aprovado para uso médico em 1991. Está disponível como medicamento genérico. Nos Estados Unidos, o custo de atacado de dez dias de medicação é de cerca de US$9,40. Em 2017, foi o 198º medicamento mais prescrito nos Estados Unidos, com mais de dois milhões de prescrições médicas.